# III División de Montaña
La III División de Montaña es una unidad operativa del Ejército de Chile de carácter especializada y no necesariamente territorial, pues comparte zona jurisdiccional con la II División Motorizada y por tanto comprende las regiones de Valparaíso, O'Higgins, Maule, Ñuble, Biobío, Araucanía, Los Ríos y Los Lagos. Su base es la comuna y ciudad de Valdivia, región de Los Ríos.
En el acto inaugural, el comandante de Operaciones Terrestres, se refirió al propósito de esta reorganización, como parte del proceso de desarrollo y sostenibilidad de las unidades. Señaló que la institución le asigna una especial importancia a sus tropas de montaña, las que “deben contar con la doctrina, preparación, entrenamiento, equipamiento, experiencias y, por sobre todo, basada en una estructura de mandos funcionales y sistemas relacionados entre sí, que les permita en forma integral accionar eficientemente en este complejo escenario geográfico”. Su cuartel general se ubica en la ciudad de Valdivia. Esta división está compuesta por las siguientes unidades:
• Escuela de Montaña del Ejército de Chile, en Los Andes (Chile)
- - Destacamento de Montaña N.º 3 "Yungay" en Los Andes, ex II División de Ejército, pasa a formar parte de la III División de Montaña el 20 de diciembre de 2011.
    - Batallón de Infantería Andino N.º 18 "Guardia Vieja" (ex Regimiento de Infantería N.º 18 "Guardia Vieja")
    - Compañía de Ingenieros de Montaña N.º 2 "Puente Alto" (ex Regimiento de Ingenieros N.º 2 "Puente Alto"; ex Batallón de Ferrocarrileros)
    - Batería de Artillería de Montaña N.º 2 "Arica".
    - Pelotón de Exploración Montado de Montaña.
    - Sección de Telecomunicaciones "Los Andes".

  - Destacamento de Montaña n.° 8 "Tucapel" en Temuco. (ex Regimiento de Infantería N° 8 "Tucapel").
    - Batallón de Infantería de Montaña N.º 8 "Frontera".
    - Batería de Artillería de Montaña N.º 17 "Urizar".
    - Compañía de Ingenieros de Montaña.
    - Sección de Telecomunicaciones.

  - Destacamento de Montaña N.º 9 "Arauco" en Osorno. (ex Regimiento de Ingenieros N.° 4 "Arauco")
    - Batallón de Ingenieros N.º 4 Arauco.
    - Batallón de Infantería de Montaña N.º 13 "Andalién" (ex Regimiento de Infantería N.º 13 "Andalien"[Cauquenes])
    - Compañía de Ingenieros de Montaña N.º 12 "Tronador".
    - Batería de Artillería de Montaña N.º 2 "Maturana" (ex Regimiento de Artillería N°2 Maturana)
    - Sección de Telecomunicaciones.

- - Destacamento de Montaña N.º 17 "Los Ángeles" en Los Ángeles.
    - Batallón de Infantería de Montaña N.º 17 "Tarpellanca" (ex Regimiento de Infantería N.º 17 "Los Ángeles")
    - Batería de Artillería de Montaña N.º 16 "Carvallo".
    - Compañía de Ingenieros de Montaña N.º 3 "Los Ángeles".
    - Sección de Telecomunicaciones.
    - Unidad de Cuartel.

  - Regimiento de Caballería N.º 3 "Húsares" en Angol.
    - Grupo Montado "Húsares"

  - Regimiento Logístico Divisionario N.º 3 "Victoria" en Victoria.
  - Batallón de Telecomunicaciones N.º 4 "Membrillar" en Valdivia
  - Compañía de Inteligencia N.º 3
  - Regimiento de Infantería n° 12 "Sangra" en Puerto Varas.
    - Batallón de Infantería Motorizada liviana N° 12 "Sangra".
    - Compañía de morteros